# Elección presidencial de Chile de 1964
La elección presidencial de Chile de 1964 se llevó a cabo el viernes 4 de septiembre de 1964 y dio como vencedor por mayoría absoluta a Eduardo Frei Montalva con el 56,09 % de los votos. El color de la cédula de votación era celeste.

## Candidatos

### Eduardo Frei Montalva
El 15 de junio de 1963 la Junta Nacional del Partido Demócrata Cristiano (PDC) proclamó a su líder indiscutido, Eduardo Frei Montalva, como candidato a la presidencia de la República. Fundador del partido desde los tiempos de la Falange Nacional, senador por Santiago, era una de las figuras políticas más destacadas de su época. Postulaba por segunda vez a la presidencia de la República, y su candidatura fue inscrita en la Dirección del Registro Electoral el 19 de junio de 1964. Su sede de campaña estaba ubicada en Alameda 540, la cual fue inaugurada el 28 de noviembre de 1963.

### Salvador Allende Gossens
Salvador Allende era el candidato del Frente de Acción Popular (FRAP) que agrupaba a socialistas y comunistas. Senador socialista por varias circunscripciones a lo largo de su larga trayectoria política, postulaba por tercera vez al sillón presidencial, después de dos derrotas en 1952 y 1958. Fue proclamado como candidato presidencial al finalizar la Asamblea convocada por los partidos del FRAP el 29 de enero de 1963, y su postulación fue inscrita en la Dirección del Registro Electoral el 8 de mayo de 1964.

### Julio Durán Neumann
El 10 de octubre de 1962 fue constituido el Frente Democrático, integrado por los partidos Radical, Liberal, Conservador Unido y a la derecha en general, y que buscaba dar estabilidad parlamentaria al gobierno de Jorge Alessandri y una candidatura presidencial única para la elección de 1964.
El 27 de abril de 1963 el Partido Radical definió sus 6 precandidaturas presidenciales, compuestas por Julio Durán, Humberto Aguirre Doolan, Humberto Enríquez Frodden, Roberto Wachholtz Araya, Juan Luis Maurás y Hermes Ahumada Pacheco, las que fueron presentadas a los demás partidos del Frente Democrático en mayo. El Partido Democrático proclamó a Durán como su candidato presidencial el 26 de mayo, mientras que el 31 del mismo mes los Comandos Populares también le entregaron su apoyo.
El 1 de junio de 1963 se realizó una reunión del directorio del Partido Liberal —compuesto por 706 integrantes— en la cual se realizaron 5 preguntas:
1. ¿Reconoce Ud. el mejor derecho radical?
2. ¿Es partidario de la Convención?
3. ¿Es partidario de esperar que el Frente Democrático elabore el programa presidencial, antes de reconocer el mejor derecho radical?
4. Si hay Convención, ¿opina Ud. que en ella deben participar los independientes?
5. Si Ud. rechaza el mejor derecho radical, ¿opina que el candidato debe ser liberal?

La primera pregunta, respecto al reconocimiento del mejor derecho del Partido Radical a presentar su candidatura presidencial, recibió 493 votos a favor y 91 en contra. La idea de generar una Convención Presidencial fue rechazada por 401 votos contra 127, mientras que los otros 3 puntos también fueron rechazados. Tras esto, se procedió a la votación para escoger al candidato radical que sería apoyado por el Partido Liberal, cuyo resultado fue el siguiente:
|  | 81,88 % |

|  | 17,78 % |

|  | 0,17 % |

|  | 0,17 % |

|  | 0,00 % |

|  | 0,00 % |

El mismo 1 de junio se reunió el Partido Conservador Unido (PCU) para definir su candidatura presidencial. Luego de un debate entre quienes apoyaban la postulación de Julio Durán y los que apoyaban a Roberto Wachholtz, este último finalmente desistió de su candidatura y pidió al PCU apoyar a Durán. Finalmente, el directorio del partido resolvió votar entre el derecho del Partido Radical a presentar su candidatura presidencial o apoyar un candidato independiente, triunfando la primera opción por 477 votos contra 111. Posterior a ello Julio Durán fue proclamado oficialmente como abanderado conservador y del Frente Democrático.
La candidatura de Durán fue proclamada de manera oficial por el Frente Democrático el 3 de agosto de 1963 mediante un acto en el Salón de Honor del palacio del Congreso Nacional, y fue inscrita oficialmente en la Dirección del Registro Electoral el 12 de mayo de 1964. Diputado por la agrupación departamental correspondiente a la provincia de Cautín, desde 1945 a 1957, y senador por Bío-Bío, Malleco y Cautín desde 1957, era un radical de derecha abiertamente anticomunista.
Sonó también para la candidatura de derecha el nombre de Jorge Prat Echaurren, que tenía un pequeño partido (Acción Nacional) y además contaba con el apoyo del Movimiento Revolucionario Nacional Sindicalista. Había sido proclamado como candidato presidencial en Temuco el 26 de mayo de 1963, pero al no tener el apoyo de los partidos tradicionales declinó su postulación el 26 de abril de 1964.

## Campaña
El 21 de julio de 1964 a las 23:59 expiró el plazo para declarar las candidaturas ante la Dirección del Registro Electoral y el 23 del mismo mes se realizó el sorteo para determinar el orden de las candidaturas en la cédula de votación, cuya impresión estuvo a cargo de la empresa Vera y Gianini.
La campaña fue muy reñida, tanto porque los tres candidatos tenían opciones como por los programas radicalmente diferentes que tenían para solucionar los problemas del país.
El programa de Frei se basaba en lo que el llamaba «la revolución en libertad», es decir un cambio estructural del país, basada en la doctrina social cristiana, y como intermedio entre el capitalismo y el socialismo. Este programa incluía temas fundamentales como la reforma agraria, la chilenización del cobre, la reforma educacional, la promoción popular, etc.
Salvador Allende compartía la idea de hacer reformas radicales a la estructura de la sociedad chilena, pero para lograrlo el país debía dejar el capitalismo y debía iniciar una transición pacífica hacia el socialismo.
Los postulados de Durán eran mucho más conservadores, y en cierta forma se traduciría como una continuación del gobierno de Jorge Alessandri, el presidente en funciones, lo que implicaba también una opción al evitar las reformas radicales que proponían los otros dos candidatos. Su candidatura no logró unificar a todo el partido, pues un grupo liderado por el senador Exequiel González Madariaga se acercó a Allende y al Frente de Acción Popular. Esta escisión confluyó en la formación del Partido de Izquierda Nacional (PIN).
Un hecho cambió el rumbo de la elección: el denominado Naranjazo del 15 de marzo de 1964. La muerte del diputado socialista de Curicó, Óscar Naranjo Jara, dio la oportunidad a los partidos de medir sus fuerzas en la elección complementaria. Sorpresivamente para la derecha, Óscar Naranjo Arias, hijo del parlamentario fallecido, ganó la elección con el 39,7 % de los votos, seguido por el candidato del Frente Democrático con un 33 % y la DC con un 27,4 %.
Producto de esto la derecha se escandalizó y temía como inminente el triunfo de Allende, por lo que Durán renunció a su candidatura el 16 de marzo de 1964, sin embargo al día siguiente la directiva del Partido Radical rechazó su renuncia y lo mantuvo como candidato; Durán mantuvo su renuncia en los días siguientes y finalmente el 4 y 5 de abril se realizó una Asamblea Nacional Extraordinaria del Partido Radical, que rechazó definitivamente su renuncia por 139 votos contra 29. Durán recibió también el apoyo del Partido Democrático y los Comandos Populares.
Los partidos de derecha decidieron apoyar al mal menor, Frei, a pesar de que este dijo que no cambiaría ni una sola coma de su programa; el Partido Liberal acordó apoyar a Frei el 23 de abril, mientras que el Partido Conservador Unido realizó lo mismo el 30 de abril. La derecha apoyó a Frei haciendo una sistemática campaña de terror contra la candidatura de Allende, previniendo contra la Revolución en dictadura que traería el socialismo. Entre las organizaciones que participaron de dicha campaña en favor de Frei fueron Acción Mujeres de Chile y Chile Libre.
También apoyó activamente a Frei el gobierno de los Estados Unidos, gastando más de US$4.000.000 en cerca de quince proyectos de acción clandestina, sin contar con el dinero que ofrecieron privados, tal como fue acreditado ante el Senado Estadounidense en el Comité Church. El dinero lo entregaba la CIA disfrazándolo como dinero entregado por fuentes privadas.
La candidatura de Frei entonces tomó un auge tremendo. Su momento cúlmine fue la Marcha de la Patria Joven, que se inició desde Arica el 21 de mayo de 1964 y desde Puerto Montt el 3 de junio, y en la que miles de jóvenes de todo Chile confluyeron en una gran concentración en el entonces Parque Cousiño el 21 de junio de 1964 en muestra de apoyo a la candidatura de Frei, quien realizó ese día uno de sus más recordados discursos, dirigido a la juventud reunida en esa plaza.
La televisión comenzó a tomar relevancia en la política con esta elección, particularmente con el foro político Septiembre de 1964, emitido por Canal 9 desde el 10 de abril de dicho año, y en el cual participaron los 3 candidatos presidenciales en distintas ocasiones, respondiendo preguntas de periodistas identificados con cada una de las opciones políticas. Tal fue el interés por el programa, que la última emisión el 2 de septiembre fue emitida en simultáneo por Canal 13.

### Encuestas
| Encuesta | Fecha   | Frei   | Allende | Durán |
| -------- | ------- | ------ | ------- | ----- |
| E. Hamuy | 08-1964 | 68,4 % | 25,4 %  | 6,2 % |

## Día de la elección

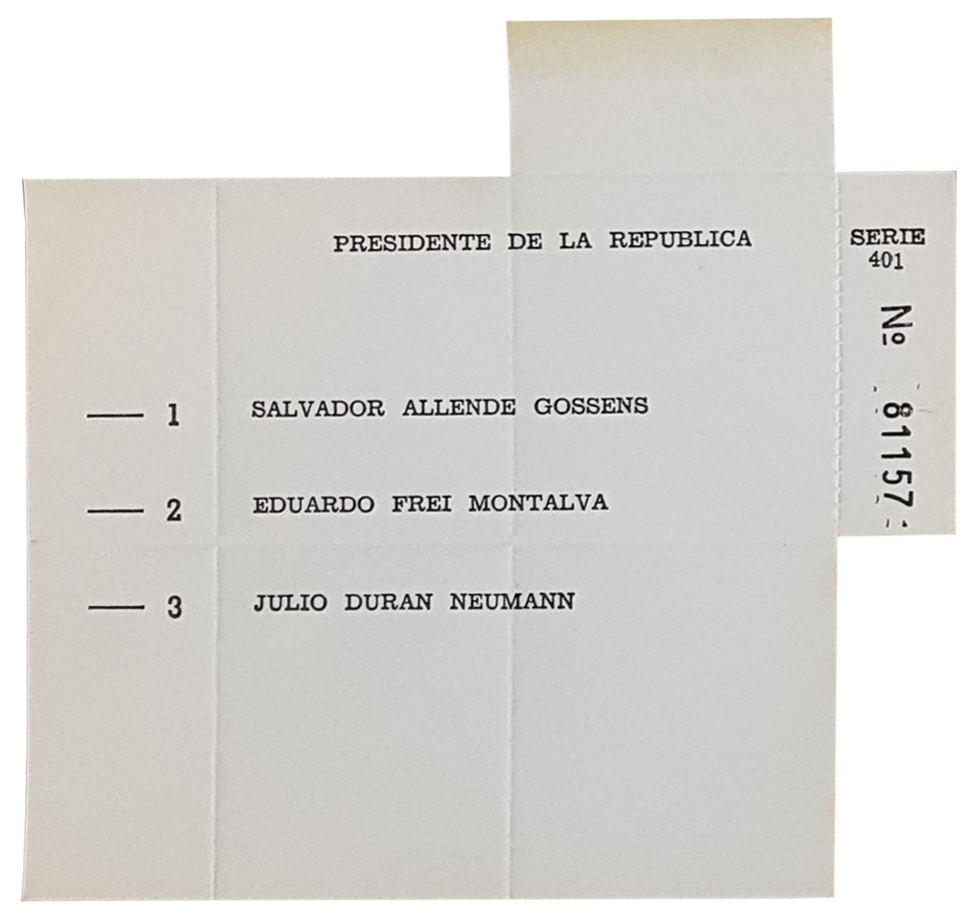
Voto utilizado en la elección.

Los medios de comunicación —particularmente la radio y la televisión— tuvieron una participación destacada en el proceso eleccionario. Las principales radioemisoras del país organizaron cadenas radiales con emisoras asociadas: Radio Minería conformó una red de 28 emisoras, Cooperativa se agrupó en 20, Radio Presidente Balmaceda en alrededor de 30, Radio Nuevo Mundo con 14, Radio Agricultura con 11 y Corporación con 30. Las jefaturas de prensa estuvieron a cargo de Emilio Benavides (Minería), Luis Hernández Parker e Igor Entrala (Cooperativa), Rafael Otero Echeverría (Balmaceda), René Olivares (Nuevo Mundo), Alberto Callis Krüger (Agricultura) y Juan Ramón Silva (Corporación).
En cuanto a la televisión, Canal 13 —con un equipo de 250 trabajadores para la fecha— inició sus emisiones a las 8:00 y contaba con un equipo móvil compuesto de 15 técnicos y operadores, el cual transmitió desde el Estadio Nacional en la mañana, la Estación Mapocho en la tarde, y finalmente desde el Ministerio del Interior. Canal 9 —que dispuso a 150 trabajadores para transmitir el día de la elección— inició sus emisiones a las 11:00, y trasladó sus equipos al edificio del Ministerio del Interior, en el cual se encontraba un panel compuesto por Augusto Olivares, Mario Arnello y Gastón Cruzat (todos ellos entrevistadores en Septiembre de 1964) y además se presentaron notas filmadas y flashes informativos, además de material desde Valparaíso compartido mediante un acuerdo con UCV Televisión que se cumplía a través de un vuelo de avión cada hora entre la capital y la ciudad puerto.
Los canales 13 y 9 emitieron en simultáneo el discurso de triunfo de Eduardo Frei desde la sede del Partido Demócrata Cristiano en la esquina de la Alameda con Carmen. Posteriormente, Eduardo Grünnert leyó en Canal 9 el mensaje de Salvador Allende reconociendo su derrota.

## Resultados

### Nacional
|  | 56,09 % |

|  | 38,93 % |

|  | 4,98 % |

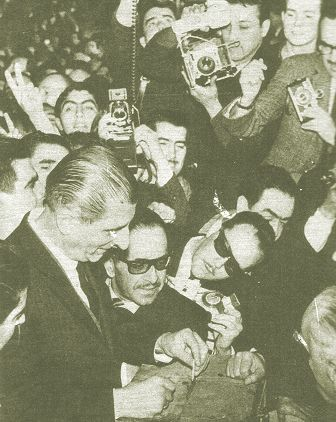
Eduardo Frei emitiendo su voto.

Finalmente el 4 de septiembre Frei obtuvo una victoria aplastante, 56,09% de los votos emitidos, obteniendo así la mayoría absoluta (que desde Juan Antonio Ríos no se había obtenido) y la posibilidad de gobernar con la DC solos todo el sexenio, pues el empuje de su campaña y el lema “un parlamento para Frei” le consiguió el 43,6 % de los votos en las parlamentarias de seis meses después.
La elección de Frei fue visto con interés en todas partes del mundo, pues se trataba de un experimento político muy prometedor, que podía ser la opción al capitalismo y al socialismo.

#### Por provincia
|                                 | Eduardo Frei Montalva       | 23 738    | 46,23%    | 38 007     | 45,63%     | 18 256     | 43,32%     | 37 546 | 45,91% | 26 188  | 54,96%  | 160 506    | 60,28%     | 620 489   | 60,89% |
|                                 | Salvador Allende            | 24 204    | 47,14%    | 40 209     | 48,28%     | 18 796     | 44,61%     | 36 916 | 45,14% | 19 255  | 40,41%  | 96 094     | 36,09%     | 363 774   | 35,70% |
|                                 | Julio Durán                 | 3405      | 6,63%     | 5072       | 6,09%      | 5086       | 12,07%     | 7317   | 8,95%  | 2203    | 4,62%   | 9689       | 3,64%      | 34 727    | 3,41%  |
| Total de votos válidos          | Total de votos válidos      | 51 347    |           |            |            |            |            |        |        |         |         |            |            |           |        |
| Votos nulos y en blanco         | Votos nulos y en blanco     | 550       |           |            |            |            |            |        |        |         |         |            |            |           |        |
| Total de sufragios emitidos     | Total de sufragios emitidos | 51 897    | 100 %     | 84 104     | 100 %      | 42 479     | 100 %      | 82 597 | 100 %  | 47 980  | 100 %   | 268 208    | 100 %      | 1 024 816 | 100 %  |
| Candidato                       | Candidato                   | O'Higgins | O'Higgins | Colchagua  | Colchagua  | Curicó     | Curicó     | Talca  | Talca  | Maule   | Maule   | Linares    | Linares    |           |        |
|                                 | Eduardo Frei Montalva       | 44 046    | 51,30%    | 24 526     | 58,77%     | 14 982     | 52,09%     | 27 367 | 50,72% | 12 213  | 54,41%  | 23 725     | 53,54%     |           |        |
|                                 | Salvador Allende            | 39 170    | 45,63%    | 15 224     | 36,48%     | 11 894     | 41,35%     | 24 439 | 45,29% | 8643    | 38,50%  | 18 495     | 41,74%     |           |        |
|                                 | Julio Durán                 | 2636      | 3,07%     | 1980       | 4,74%      | 1885       | 6,55%      | 2151   | 3,99%  | 1591    | 7,09%   | 2092       | 4,72%      |           |        |
| Total de votos válidos          |                             |           |           |            |            |            |            |        |        |         |         |            |            |           |        |
| Votos nulos y en blanco         |                             |           |           |            |            |            |            |        |        |         |         |            |            |           |        |
| Total de sufragios emitidos     | Total de sufragios emitidos | 86 422    | 100 %     | 42 059     | 100 %      | 28 944     | 100 %      | 54 346 | 100 %  | 22 583  | 100 %   | 44 678     | 100 %      |           |        |
| Candidato                       | Candidato                   | Ñuble     | Ñuble     | Concepción | Concepción | Arauco     | Arauco     | Biobío | Biobío | Malleco | Malleco | Cautín     | Cautín     |           |        |
|                                 | Eduardo Frei Montalva       | 41 574    | 58,40%    | 75 414     | 45,18%     | 5780       | 28,44%     | 20 202 | 52,88% | 23 850  | 56,22%  | 60 542     | 62,98%     |           |        |
|                                 | Salvador Allende            | 24 314    | 34,16%    | 82 332     | 49,32%     | 12 264     | 60,34%     | 14 682 | 38,43% | 15 490  | 36,51%  | 29 957     | 31,16%     |           |        |
|                                 | Julio Durán                 | 5299      | 7,44%     | 9181       | 5,50%      | 2281       | 11,22%     | 3317   | 8,68%  | 3086    | 7,27%   | 5635       | 5,86%      |           |        |
| Total de votos válidos          |                             |           |           |            |            |            |            |        |        |         |         |            |            |           |        |
| Votos nulos y en blanco         |                             |           |           |            |            |            |            |        |        |         |         |            |            |           |        |
| Total de sufragios emitidos     | Total de sufragios emitidos | 71 725    | 100 %     | 168 220    | 100 %      | 20 506     | 100 %      | 38 635 | 100 %  | 42 788  | 100 %   | 96 974     | 100 %      |           |        |
| Candidato                       | Candidato                   | Valdivia  | Valdivia  | Osorno     | Osorno     | Llanquihue | Llanquihue | Chiloé | Chiloé | Aisén   | Aisén   | Magallanes | Magallanes |           |        |
|                                 | Eduardo Frei Montalva       | 33 619    | 51,62%    | 19 835     | 51,41%     | 25 415     | 63,05%     | 12 102 | 53,80% | 5536    | 58,03%  | 13 445     | 41,89%     |           |        |
|                                 | Salvador Allende            | 28 176    | 43,26%    | 14 724     | 38,16%     | 12 021     | 29,82%     | 7383   | 32,82% | 3307    | 34,66%  | 16 020     | 49,91%     |           |        |
|                                 | Julio Durán                 | 3334      | 5,12%     | 4023       | 10,43%     | 2872       | 7,13%      | 3011   | 13,38% | 697     | 7,31%   | 2630       | 8,19       |           |        |
| Total de votos válidos          |                             |           |           |            |            |            |            |        |        |         |         |            |            |           |        |
| Votos nulos y en blanco         |                             |           |           |            |            |            |            |        |        |         |         |            |            |           |        |
| Total de sufragios emitidos     | Total de sufragios emitidos | 65 895    | 100 %     | 39 035     | 100 %      | 40 674     | 100 %      | 22 936 | 100 %  | 9649    | 100 %   | 32 314     | 100 %      |           |        |
| Fuente: Urzúa Valenzuela, 1992. |                             |           |           |            |            |            |            |        |        |         |         |            |            |           |        |

### Por mesas de varones y mujeres
| Candidato                       | Candidato                | Votos     | Votos   | Votos     | Votos   |
| Candidato                       | Candidato                | Varones   | %       | Mujeres   | %       |
| ------------------------------- | ------------------------ | --------- | ------- | --------- | ------- |
|                                 | Eduardo Frei Montalva    | 652 895   | 49,66 % | 756 117   | 63,15 % |
|                                 | Salvador Allende Gossens | 593 770   | 45,16 % | 384 132   | 32,08 % |
|                                 | Julio Durán Neumann      | 68 071    | 5,18 %  | 57 162    | 4,77 %  |
| Total de votos válidos          | Total de votos válidos   | 1 314 736 | 52,34 % | 1 197 411 | 47,66 % |
| Fuente: Urzúa Valenzuela, 1992. |                          |           |         |           |         |